# Federazione calcistica dello Yemen
La Federazione calcistica dello Yemen (in arabo الاتحاد اليمني لكرة القدم, in inglese Yemen Football Association, acronimo YFA) è l'ente che governa il calcio nello Yemen.
Fondata nel 1962, si affiliò alla FIFA nel 1980 e all'AFC nel 1964. Controlla il campionato nazionale, la coppa nazionale e la Nazionale del Paese. Nel periodo 1978-1984 ha organizzato la Coppa dello Yemen del Nord, mentre la Coppa dello Yemen del Sud fu organizzata una sola volta nel 1984 dopodiché venne cancellata.